# ダタンラ滝
座標: 北緯11度54分05秒 東経108度26分43秒 / 北緯11.901416度 東経108.445408度
ダタンラ滝（ベトナム語：Thác Datanla）とは、ベトナムのラムドン省ダラット市にある滝である。

## 概要
ダタンラ滝は、上流に安定した水源があるため、豊富な水量が流れている。  

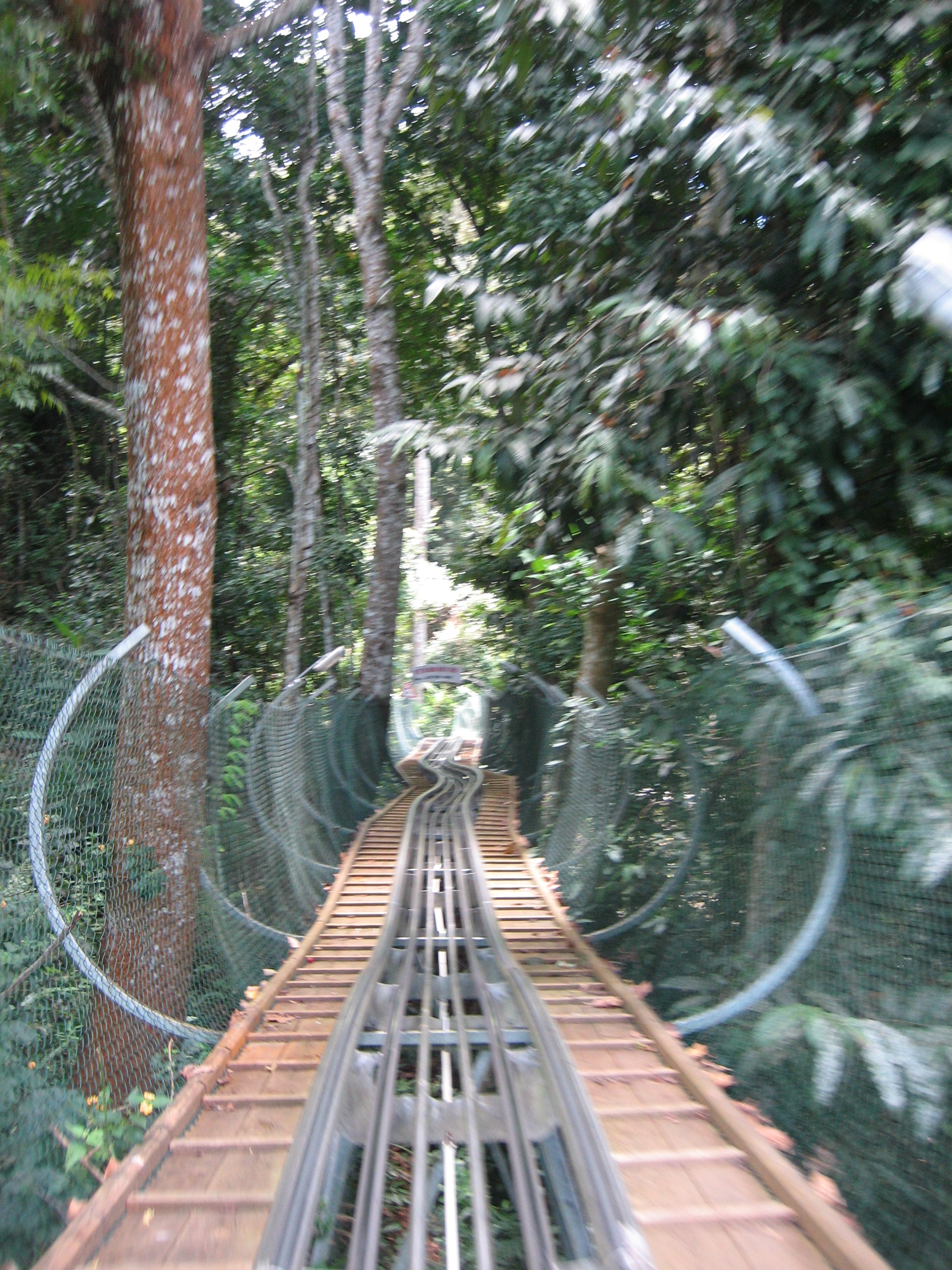
ローラー滑り台

## ローラー滑り台システム
ダタンラ滝のローラー滑り台は、ダラットの唯一のシステムと見なされている。

## 冒険クライミング
冒険クライミングは、勇気を探求し、競争するコンテストが新しいスポーツとして滝にて開催された。

## 事故
2016年2月26日、ダラット・パッション・トラベル・サービス社が主催する滝を巡る冒険ツアーに参加した際、女性2名と男性1名を含む3名の英国国民が死亡した。